# Ibrahim al-Chalil
Ibrahim al-Chalil (hebrejsky: אברהים אל-ח'ליל, žil 1877 – 4. září 1937) byl arabský palestinský politik a starosta města Haifa.

## Biografie a politická dráha
Narodil se jako syn významného lokálního předáka a bývalého starosty Mustafy Pašy al-Chalila. Rod al-Chalil sídlil v rezidenci v centru města v ulici Rechov Chamam al-Paša, která je pojmenována po Mustafovi Pašovi al-Chalilovi. Objekt je dosud nazýván Bejt al-Paša. Ibrahim al-Chalil byl členem Muslimské asociace a předsedal místnímu muslimskému náboženskému fondu Wakf. Starostou Haify byl v letech 1911–1913. Později byl členem Strany národní obrany, kterou v roce 1934 založil významný jeruzalémský politik Radžib Našašibi. Během Arabského povstání v Palestině v letech 1936–1939 nesouhlasil s násilnými metodami, které prosazoval jeruzalémský muftí Amín al-Husajní. V srpnu 1937 proto obdržel o organizace Černá ruka varování. Vyslanci muftího ho pak 4. září 1937 zavraždili. Pachateli byli dva muži oblečení jako venkované, kteří na něj pětkrát vystřelili a pak dokázali prchnout. Následnému pohřbu přihlížely tisíce lidí, Arabů i Židů. Na zasedání městské rady pak její člen David Hakohen navrhl pojmenovat jménem zavražděného politika jednu městskou ulici. Návrh byl přijat, ale nebyl nikdy realizován.